# 김대영 (1961년)
김대영(金大榮, 1961년 1월 5일 ~ )은 대한민국 충청남도의회 의원이다.

## 학력
- 연무중앙초등학교
- 대구영남중학교
- 경상공업고등학교
- 영남공업전문대학교 전자과 졸업
- 대전대학교 행정학 학사 (학점 인정)

## 경력
- 2010.07 ~ 2014.03 : 제3대 계룡시의회 의원
  - 2010.07 ~ 2012.06 : 제3대 계룡시의회 전반기 부의장
- 2018년 7월 1일 ~ 2022년 3월 30일 : 제11대 충청남도의회 의원

## 역대 선거 결과
|  | 21.36% |

|  | 38.85% |

|  | 55.62% |

|  | 45.25% |